# Comic Sans (2018.)
Comic Sans, hrvatski film iz 2018. godine. 
Comic Sans nastao je u produkciji zagrebačke tvrtke Kinorama, a sufinanciran je sredstvima Hrvatskog audiovizualnog centra i Programa Kreativna Europa – Potprograma Media.

## Sinopis
Alan, Zagrepčanin viških korijena može se pohvaliti izuzetno uspješnom karijerom grafičkog dizajnera, ali se baš ne može pohvaliti odnosima sa svojim bivšim djevojkama niti odnosom sa svojim ocem, slikarem i hedonistom Brunom. Iznenadno putovanje na Vis prisilit će Alana i Brunu da kroz niz što humornih što dramatičnih situacija preispitaju svoje odnose, a prije svega navest će Alana da preispita vlastite prioritete. 

## Uloge
- Janko Popović Volarić – Alan

- Zlatko Burić – Bruno

- Nataša Janjić – Marina

- Miloš Timotijević – Lukas

- Alma Prica – Vesna

- Inti Šraj – Barbara

- Jette Ostan Vejrup – Anne

- Sara Hjort Ditlevsen – Sofie

- Miha Rodman – Peter

- Tanja Ribič – Urška

## Ekipa
- Scenarist – Nevio Marasović

- Koscenaristi – Rakan Rushaidat,  Janko Popović Volarić

- Producenti – Ankica Jurić Tilić,  Hrvoje Pervan, Ira Cecić

- Direktor fotografije – Damir Kudin h.f.s.

- Montažer – Tomislav Pavlic

- Dizajner zvuka – Julij Zornik

- Scenografkinja – Iva Rodić

- Kostimografkinja – Katja Šunjić Kudin
- Majstorica maske – Sanja Hrstić Kuterovac

- Produkcija - Kinorama Hrvatska

- Distribucija - 2i Film

- Potpora - Hrvatski audiovizualni centar (HAVC)

## Nagrade i festivali
- Međunarodni filmski festival u Beogradu – FEST 2018. – najbolji film iz regije

- Filmski festival LET’S CEE 2018.

- SEEfest – Filmski festival jugoistočne Europe 2018

## Vanjske poveznice
- Comic Sans u internetskoj bazi filmova IMDb-u (engl.)
- http://www.comicsans.com.hr